# Tessenderlo
Tessenderlo è un comune belga di 16.999 abitanti, situato nella provincia fiamminga del Limburgo belga.
Al 1º luglio 2004, la popolazione totale di questo comune di lingua olandese è di 16.519 abitanti, di cui 8.181 uomini e 8.338 donne. La superficie totale è di 51,35 km.
Tessenderlo fu la scena di un disastro industriale, avvenuto durante la Seconda guerra mondiale, quando nell'industria chimica Produits Chimiques de Tessenderloo (oggi Tessenderlo Chemie - situata vicino al centro della città - un deposito di 150 t di ammonio nitrato, il 29 aprile 1942 esplose uccidendo 189 persone che si trovavano nell'impianto e nella città.